# Evaginação
Uma evaginação é uma projeção da membrana celular para fora da célula, formando os chamados pseudópodes. Oposto de invaginação. As mesmas, geralmente servem para aumentar a superfície de contato das células com moléculas metabólicas como gota de óleo, uma bactéria, glicose. As células dos intestinos possuem uma série de evaginações denominadas microvilosidades que servem para facilitar a absorção dos alimentos digeridos.
Um exemplo de evaginação é o que acontece na fagocitose.